# Mehdi Saeedi

Mehdi Saeedi (persisch: مهدی سعیدی; geboren in Teheran) ist ein in den USA ansässiger iranischer Künstler und Designer, der in Philadelphia lebt. Er arbeitet in Teilzeit als Dozent für Grafikdesign an der Towson University in Maryland. Seine Ästhetik hat sich zu einem festen Bestandteil des Designs entwickelt, insbesondere in Regionen, die das arabische und persische Alphabet verwenden.
Sein besonderer Fokus und seine Kompetenz in Typografie und Kalligraphie führten dazu, dass er als erster Designer anerkannt wurde, der die Formgebung von Buchstaben in Formen und Gestalten (Zoomorphismus) im Grafikdesign einsetzte. Darüber hinaus versucht er in einem anderen Teil seiner Arbeiten, die Prinzipien der Kalligraphie in die Typografie zu integrieren. Dementsprechend gründete Mehdi den Kurs „Letters Melody“ und unterrichtet an Universitäten im Iran sowie in anderen Ländern internationale Workshops, um Menschen mit unterschiedlichem sprachlichem Hintergrund mit der Schönheit der Buchstaben in Kunst und Grafikdesign vertraut zu machen. Im Jahr 2013 gründete er auch die erste internationale Ausstellung für Schriftgestaltung als Teil der Silver Cypress Biennale, einem Wettbewerb, der erstmals der persischen Schriftgestaltung gewidmet war.
Im Hinblick auf die Kunstwerke von Mehdi Saeedi wurden eine große Anzahl von ihnen für Ausstellungen in vielen prominenten Museen, Sammlungen und großen nationalen und internationalen Ausstellungen weltweit ausgewählt. Sie wurden auch in mehreren renommierten internationalen Magazinen veröffentlicht. Mehdi gewann mehrere renommierte und fundierte Auszeichnungen sowohl lokal als auch international und wurde damit als der am meisten ausgezeichnete iranische Grafikdesigner in der Geschichte des iranischen Grafikdesigns bekannt.
Er ist auch Mitglied der Alliance Graphique Internationale (AGI).

## Publikationen
Drei Bücher von Mehdi Saeedis Werkssammlung wurden sowohl auf Englisch als auch auf Persisch veröffentlicht. 2005 wurde Mehdis erste Werkesammlung, Collection of Graphic Works 1999–2004 ISBN 978-600-6413-08-2, vom Teheraner Museum für Zeitgenössische Kunst veröffentlicht. Das Buch enthält etwa 70 Farbreproduktionen von Plakaten und 46 Logos sowie zwei Einführungen von dem iranischen Grafikdesigner Ghobad Shiva (AGI) und dem französischen Designer Thierry Sarfis.
Es gibt außerdem mehrere Veröffentlichungen von Mehdi Saeedis Sammlung sowie eine Auswahl seiner Kunstwerke. Die neueste davon wurde 2013 mit dem Titel From Contour to Calligraphy veröffentlicht. Des Weiteren ist er einer von 30 Designern in der zweiten Auflage von „New Masters of Poster Design“, welche die besten Plakatdesigner präsentiert, die derzeit weltweit tätig sind.
Außerdem sind seine Werke in dem Buch The History of Graphic Design. Vol. 2, 1960–Today vertreten.

## Auszeichnungen
- Grand Prize des Taiwan International Poster Design Award (2007)[6]
- Grand Prize des Five Stars Designers' Banquet, International Invitational Poster Triennial of Osaka (2009)[7]
- Top Award des 15th International Invitational Poster, Colorado, Vereinigte Staaten (2007)[8]
- First Prize des 12th International Poster Triennial, Ekoplagat '11, Slowakei (2011)[9]
- Goldmedaille in der Graphis poster annual 2013, USA[10]